# Liste des abbés de Saint-Gall

Le blason de l'abbaye de Saint-Gall.

La liste des abbés de Saint-Gall rassemble les abbés ayant dirigé l'abbaye de Saint-Gall. Ils portent à partir de 1207 le titre de « prince-abbé » (Furstabt), ayant acquis l'immédiateté impériale.

## Liste des abbés
- 613-646 : Gall, premier fondateur de l'abbaye, adopte la règle de saint Colomban
- vers 650 : Magnoald (ou Magne de Füssen)
- vers 650/700 : Stephanus
- vers 700 : Magulfus
- 719-759 : Othmar, deuxième fondateur de l'abbaye, adopte la règle de saint Benoît
- 759-782 : Jean
- 782 : Ratpert
- 782-784 : Waldo de Reichenau
- 784-812 : Werdo
- 812-816 : Wolfleoz
- 816-837 : Gozbert, dédicataire du plan de Saint-Gall
- 837-840/841 : Bernwig
- 840-841 : Engilbert
- 841-872 : Grimald von Weissenburg, chancelier du roi de Germanie
- 872-883 : Hartmut
- 883-890 : Bernhard
- 890-920 : Salomon III, chancelier du roi de Germanie, évêque de Constance
- 922-925 : Hartmann
- 925-933 : Engilbert II
- 933-942 : Thieto
- 942-958 : Craloh
  - 953-954 : Anno (anti-abbé)
- 958-971 : Purchart Ier
- 971-975 : Notker
- 976-984 : Ymmo
- 984-990 : Ulrich Ier
- 990-1001 : Kerhart
- 1001-1022 : Purchart II
- 1022-1034 : Thietpald
- 1034-1072 : Nortpert
- 1072-1076 : Ulrich II
- 1077-1121 : Ulrich von Eppenstein
  - 1077-1083 : Lutold (anti-abbé)
  - 1083-1086 : Werinhar (anti-abbé)
- 1121-1133 : Manegold von Mammern (de)
  - 1121-1122 : Heinrich von Twiel (anti-abbé)
- 1133-1167 : Werinher (de)
- 1167-1199 : Ulrich von Tegerfelden (de)
- 1199-1200 : Ulrich von Veringen (de)
- 1200-1204 : Heinrich von Klingen (de)
- 1204-1220 : Ulrich von Sax (de)
- 1220-1226 : Rudolf von Güttingen (de)
- 1226-1239 : Konrad von Bussnang (de)
- 1239-1244 : Walter von Trauchburg (de)
- 1244-1272 : Berchtold von Falkenstein (de)
- 1272-1277 : Ulrich von Güttingen (de)
  - 1272-1274 : Heinrich von Wartenberg (de) (anti-abbé)
- 1277-1281 : Rumo von Ramstein (de)
- 1281-1301 : Wilhelm von Montfort (de)
  - 1288-1291 : Konrad von Gundelfingen (de) (anti-abbé)
- 1301-1318 : Heinrich von Ramstein (de)
- 1318-1329 : Hiltbold von Werstein (de)
- 1330-1333 : Rudolf von Montfort (de), évêque de Constance (administrateur)
- 1333-1360 : Hermann von Bonstetten (de)
- 1360-1379 : Georg von Wildenstein (de)
- 1379-1411 : Kuno von Stoffeln (de)
- 1411-1418 : Heinrich von Gundelfingen (de)
- 1418-1419 : Konrad von Pegau (de)
- 1419-1426 : Heinrich von Mansdorf (de)
- 1426-1442 : Eglolf Blarer (de)
- 1442-1463 : Kaspar von Breitenlandenberg (de)
- 1463-1491 : Ulrich Rösch (de)
- 1491-1504 : Gotthard Giel von Glattburg (de)
- 1504-1529 : Franz von Gaisberg (de)
- 1529-1530 : Kilian Germann (de)
- 1530-1564 : Diethelm Blarer von Wartensee (de)
- 1564-1577 : Otmar Kunz (de)
- 1577-1594 : Joachim Opser (de)
- 1594-1630 : Bernhard Müller (de)
- 1630-1654 : Pius Reher (de)
- 1654-1687 : Gallus Alt (de)
- 1687-1696 : Celestino Sfondrati
- 1696-1717 : Leodegar Bürgisser (de)
- 1717-1740 : Joseph von Rudolphi (de)
- 1740-1767 : Cölestin Gugger von Staudach (de)
- 1767-1796 : Beda Angehrn
- 1796-1805 : Pankraz Vorster (de)